# 아프리카 연합-에티오피아 관계

아프리카 연합 회원국인 에티오피아

에티오피아는 하일레 셀라시에 황제의 명에 따라 1963년 5월 25일 아프리카 단결 기구가 발족할 때 창립 회원국으로 참여했고, 아프리카 단결 기구의 본부는 아디스아바바에 있었다. 2002년 아프리카 단결 기구가 모로코를 제외한 54개국으로 확장되고, 명칭도 아프리카 연합으로 변경했다.
에티오피아는 특히 아프리카의 뿔에서 유엔과 아프리카 연합의 공동 평화 유지 임무의 원동력이었으며, 아프리카 연합에서 강력한 안정적인 힘을 발휘했다. 아프리카 연합은 독립된 기구로서 에티오피아의 정책에 영향을 주고, 내부적으로 그리고 지역적으로 영향을 미치는 대륙 정책을 형성하고 영향을 미칠 수 있도록 한다. 현재 에티오피아의 수도 아디스아바바에는 아프리카 연합, 범아프리카 상업 및 산업원, 유엔 아프리카 경제 위원회, 아프리카 상비군의 본부가 있다.

## 역사
1961년 2월, 하일레 셀라시에 황제가 아르투로 메제디미가 기획한 아프리카 홀을 공식적으로 개관했다. 1963년 5월 25일, 하일레 셀라시에는 당시 아프리카의 32개 독립 국가들의 지도자들을 아디스아바바에 초청했다. 이 회의는 당시 55개 회원국 중 54개 회원국으로 구성된 아프리카 단결 기구(OAU)의 결성으로 이어졌고, 모로코만 기구에 불참했다. 하일레 셀라시에는 회담에서 연설을 했다.
불과 몇 년 전만 해도 아프리카 밖에서 아프리카 문제를 고려하는 회의가 열렸고, 아프리카인이 아닌 사람들이 아프리카 민족의 운명을 결정했다. 오늘날 ...... 아크라 회의와 아디스아바바 회의 덕분에 아프리카 사람들은 마침내 그들 자신의 문제와 미래에 대해 숙고할 수 있게 되었다.

1994년, OAU는 같은 해 OAU에 가입한 남아프리카 공화국의 백인들을 상대로 반인종차별 조치를 취했고, 범아프리카 의회는 대신 요하네스버그 미드란드에 본부를 두고 있다. 많은 결점을 인식한 OAU는 1999년 9월에 시르테 선언을 발표하여 새로운 기구가 그 자리를 차지할 것을 요구했다. 2000년과 2001년, 새롭게 이름이 바뀐 아프리카 연합의 본부에 대한 논의가 있었다. 2002년 7월 9일, 이 제안은 통과되어 아프리카 연합이 만들어졌고, 아프리카 연합은 현재까지 아프리카 단결 기구의 정책을 유지하고 있다.

## 주요 임무
에티오피아는 아프리카 연합의 주최국으로서 전략적 임무를 수행하고 있으며, 아프리카 대륙에서 강대국이 되었다. 상대국인 유럽 연합은 에티오피아를 아프리카 이주민들이 유럽으로 도망치는 것을 막기 위한 주요 동맹국으로 보고 있다. 범아프리카 의회, 아프리카 동료 검토체계, 아프리카 개발사무국을 위한 새로운 파트너와 같은 몇몇 AU 집행 기관은 남아프리카 공화국에 기반을 두고 있다.  아프리카 인권 및 인민 권리 법원은 감비아에 본부를 두었고, 아프리카 테러 연구 센터는 알제리에 본부를 두었다. 에티오피아는 아디스아바바에 있는 조직의 본부를 유지하고 있다.
에티오피아는 아프리카의 뿔 지역의 군사 정책에서 선구적 역할을 맡고 있으며, 남수단, 소말리아, 수단, 에리트레아에서 온 약 85만 명의 난민들을 수용하는 역할을 하고 있다. 에티오피아는 또한 (수단과 남수단의 국경 지역인) 아비에이, 다르푸르, 남수단, 에리트레아와 같은 유엔과 아프리카 연합의 평화유지 임무에 가장 큰 기여를 한 국가 중 하나이다.
이 단체의 특별한 책임은 "에티오피아는 아프리카와 아프리카인들이 사실상 홀로 서 있던 시대로 거슬러 올라가는 대의를 변함없이 옹호했다"는 FANSPS로 쓰인다. 그러나 에티오피아 정부는 때때로 아프리카 연합을 지원하는 데 실패했고, 아프리카 연합에 대한 국가 및 지역적 이익을 명확하게 명시하는 자체적인 정책이 부족했다. 이러한 기준의 실패에도 불구하고 에티오피아의 헌신, 전반적인 방향 및 기여는 지속적이고 일관적이었다.
2014년부터 2016년까지 아프리카 연합 집행위원회의 수장 무사 파키는 일련의 정치적 불안 기간 동안 에티오피아 정부에 서비스를 제공했다. 2018년 2월 하일레마리암 데살렌 총리가 사임한 후, 무사 파키는 데살렌의 정부가 "민주주의를 심화하고 발전을 촉진하기 위한 어떠한 노력에서도 반드시 발생하는 도전을 해결하기 위해 노력했다"고 말했다.